# Schefflerodendron usambarense
Schefflerodendron usambarense là một loài loài thực vật họ Đậu (Fabaceae).
Loài này có ở Cộng hòa Dân chủ Congo, Gabon, và Tanzania.